# Takuma Satō
Pour les articles homonymes, voir Takuma.
 (mars 2009).
Si vous disposez d'ouvrages ou d'articles de référence ou si vous connaissez des sites web de qualité traitant du thème abordé ici, merci de compléter l'article en donnant les références utiles à sa vérifiabilité et en les liant à la section « Notes et références ».
Takuma Satō (佐藤 琢磨, Satō Takuma, né le 28 janvier 1977 à Tōkyō) est un pilote automobile japonais, qui a disputé le championnat du monde de Formule 1 entre 2002 et 2008. Sans volant en Formule 1 à la suite de l'arrêt de l'activité de l'écurie Super Aguri Formula 1 Team pour laquelle il courait depuis 2006, il court depuis 2010 en IndyCar Series et remporte les 500 miles d'Indianapolis en 2017 et en 2020.

## Biographie

### Début en sport automobile
Ce n'est qu'en 1996 que ce grand amateur de vélo (adolescent, il rêvait de disputer le Tour de France) fait ses débuts dans les sports mécaniques. Après une première année de karting, il s'inscrit en 1997 au championnat organisé par la Honda Suzuka Racing School. Victorieux, il se voit offrir par Honda un baquet pour le championnat du Japon de Formule 3 chez Dome, mais Takuma préfère décliner l'offre et part commencer sa carrière en Europe.
En 1998, Takuma fait ses premiers pas en sport automobile dans le championnat britannique de Formule Vauxhall, puis, en 1999, il dispute le championnat de Formule Opel Euroseries, qu'il termine à la sixième place. En fin d'année, il participe à quelques épreuves de Formule 3. À partir de la saison 2000, Satō est engagé à temps plein dans le championnat britannique de Formule 3, au sein de la puissante équipe Carlin Motorsport. Avec cinq victoires, il termine la saison à la troisième place. Ses belles performances attirent l'œil de Honda, qui le place en 2001 chez BAR-Honda en qualité de pilote essayeur. Parallèlement à ses essais en Formule 1, il dispute en 2001 une nouvelle saison en F3 britannique, et remporte aisément le titre, avec 12 victoires. En outre, il s'impose dans des courses de prestige telles que les épreuves internationales de Spa-Francorchamps, les Masters de Zandvoort et le Grand Prix de Macao.

### Formule 1

#### Jordan Grand Prix
En 2002, toujours soutenu par Honda, Takuma fait ses grands débuts dans le championnat du monde, chez Jordan. Auteur de prestations brouillonnes, et nettement dominé par son coéquipier Giancarlo Fisichella, il sauve sa saison en décrochant en fin de saison une belle cinquième place à Suzuka. C'est également l'occasion pour Satō, qui a effectué toute sa carrière en Europe, de se faire connaître du public japonais.

#### BAR-Honda

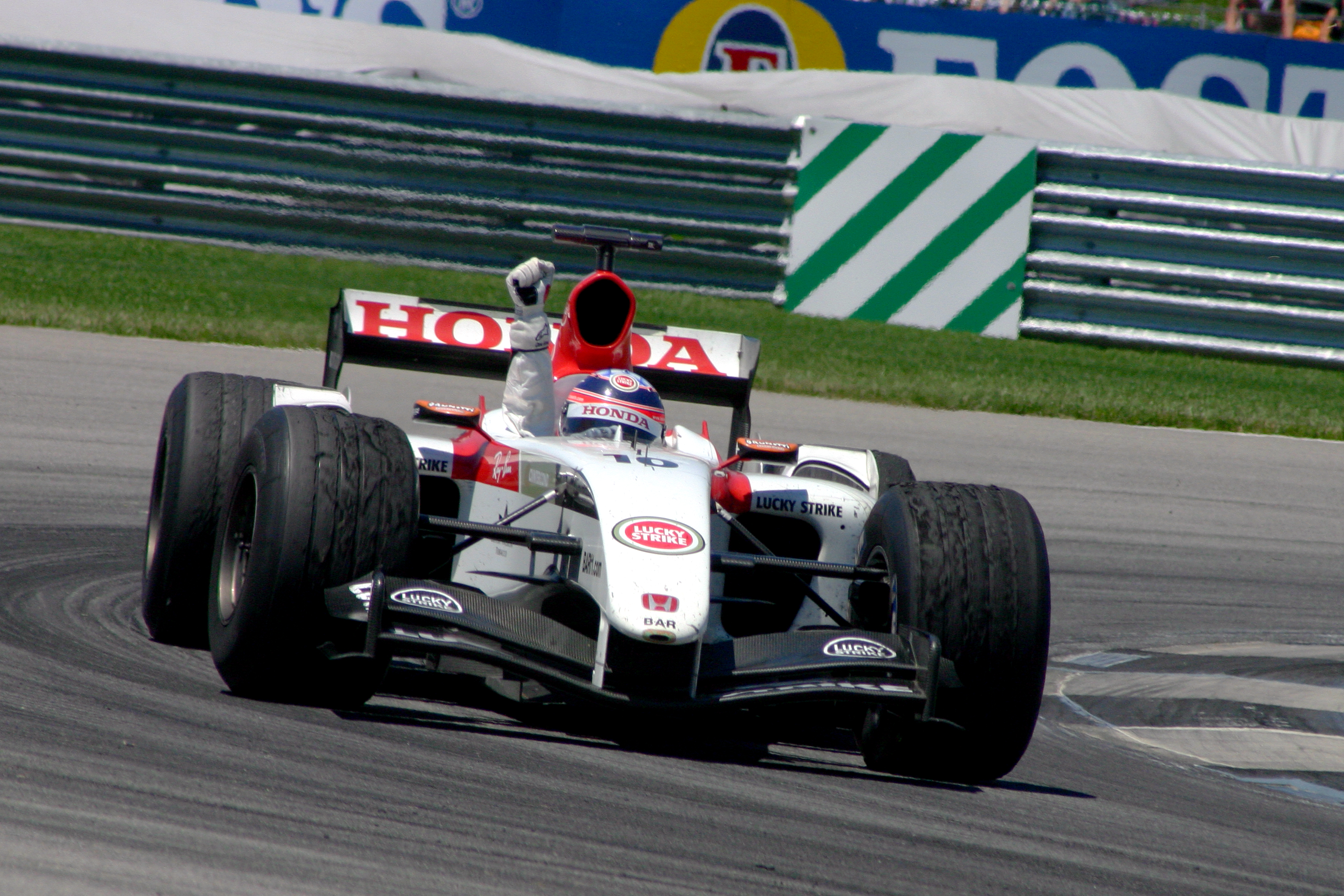
Takuma Satō fêtant sa troisième place lors du Grand Prix des États-Unis 2004, son unique podium

Honda et Jordan se séparant fin 2002, Satō se retrouve sans volant de titulaire en 2003. Il reprend tout de même son poste de pilote essayeur chez BAR-Honda. Le limogeage en fin de saison du Québécois Jacques Villeneuve lui permet de disputer le GP du Japon et comme l'année précédente, il s'y distingue en terminant 6e.
Titularisé chez BAR en 2004, le Japonais connaît une saison de contraste : rapide en qualification où il parvient plus d'une fois à soutenir la comparaison avec son réputé coéquipier Jenson Button, il fait également preuve en course d'un sens de l'attaque qui réjouit le public, mais gâche plusieurs performances par la faute de son impétuosité. Il est également victime au cours de la première moitié de saison d'une mystérieuse épidémie de moteurs cassés. Il signe son meilleur résultat au GP des États-Unis, qu'il termine sur la troisième marche du podium derrière les Ferrari. Lors de la deuxième moitié de saison, plus régulier, il inscrit régulièrement des points et contribue à la deuxième place finale du BAR au classement des constructeurs. Avec 34 points, il boucle sa saison au huitième rang mondial.
Très attendu en 2005, Satō va fortement décevoir. Nettement dominé par Button, et auteur de nombreuses erreurs, il ne marque qu'un seul point alors que Button en a inscrit 37. Assez logiquement, et malgré le rachat de BAR par Honda, il est remplacé pour la saison 2006 par l'expérimenté pilote brésilien Rubens Barrichello.

#### Super Aguri

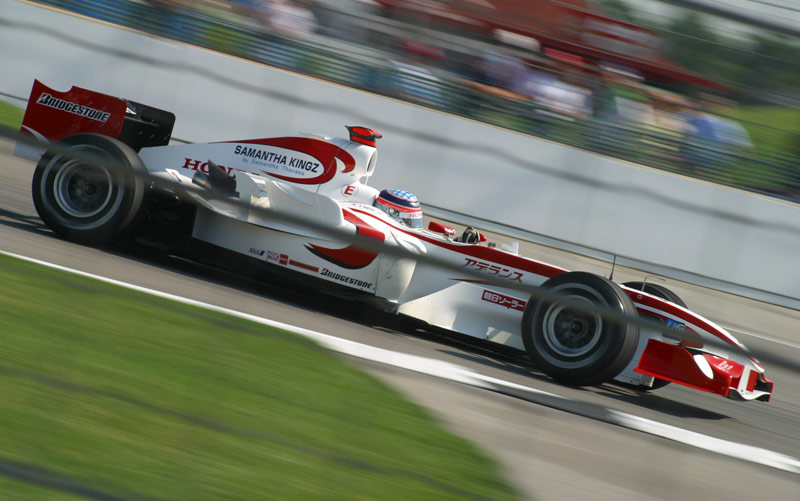
Takuma Satō au Grand Prix automobile des États-Unis 2006.

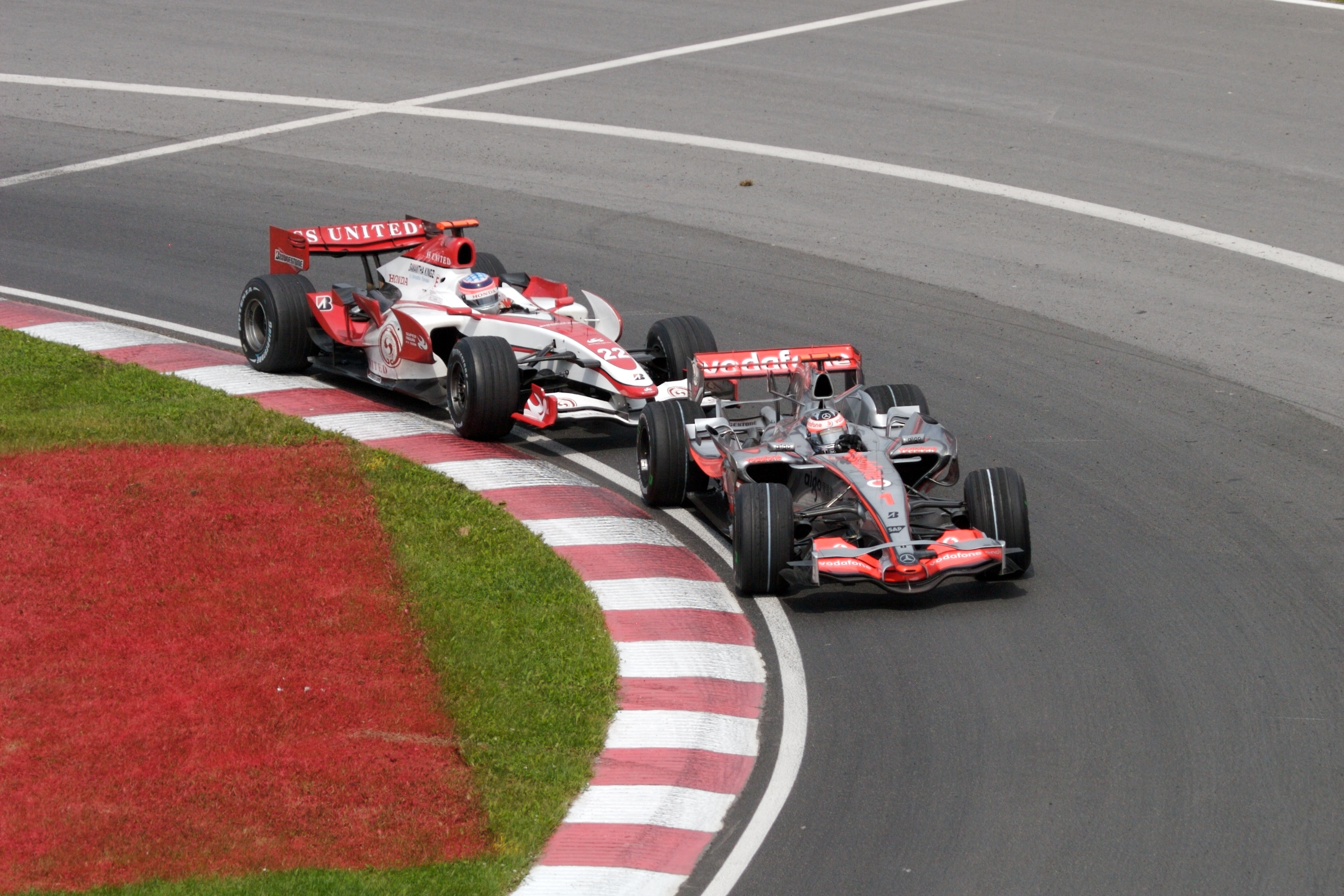
Satō va dépasser Fernando Alonso pour réaliser le meilleur résultat de son écurie en terminant 6e au Canada en 2007.

L'éviction de Satō créant un important mouvement de contestation au Japon parmi les amateurs de sport automobile, Honda, craignant pour son image, est amené à trouver rapidement une solution de repli pour son protégé. C'est dans ces circonstances que l'équipe Super Aguri Formula 1 Team est créée en un temps record et que Takuma Satō en est intronisé premier pilote en 2006. Malgré un matériel dépassé (la SA05 n'est autre qu'une Arrows de 2002, adaptée à la réglementation technique 2006) qui le condamne aux dernières lignes, il séduit les observateurs par sa combativité. En 2007, les progrès de Super Aguri (qui aligne une voiture conçue sur la base de la Honda de l'année précédente) lui permettent d'inscrire les premiers points de la petite écurie japonaise. Arrivé huitième du Grand Prix d'Espagne, il réalise sa meilleure prestation de l'année quelques semaines plus tard au Grand Prix du Canada qu'il termine en sixième position après s'être défait de la McLaren du champion du monde en titre Fernando Alonso dans les derniers tours. Sa deuxième partie de saison s'avère plus délicate : non seulement il subit la baisse de performance de son écurie, qui faute de ressources financières est contrainte de geler son développement technique, mais il commence en outre à souffrir de la comparaison avec son équipier anglais Anthony Davidson, régulièrement plus rapide en qualifications. Satō reste chez Super Aguri en 2008 pour une troisième saison. Mais après une inter-saison quasiment vierge d'essais privés en raisons des problèmes financiers de l'écurie, puis quatre courses passées dans l'anonymat du fond de grille, Super Aguri est contrainte de cesser son activité à la veille du Grand Prix de Turquie, laissant ses deux pilotes sans volant.
Takuma Satō retrouve un volant au mois de septembre 2008 à l'occasion d'un test d'évaluation avec la Scuderia Toro Rosso en vue d'une place pour la saison 2009 mais le Français Sébastien Bourdais est finalement reconduit.

### IZOD IndyCar Series

#### KV Racing Technology

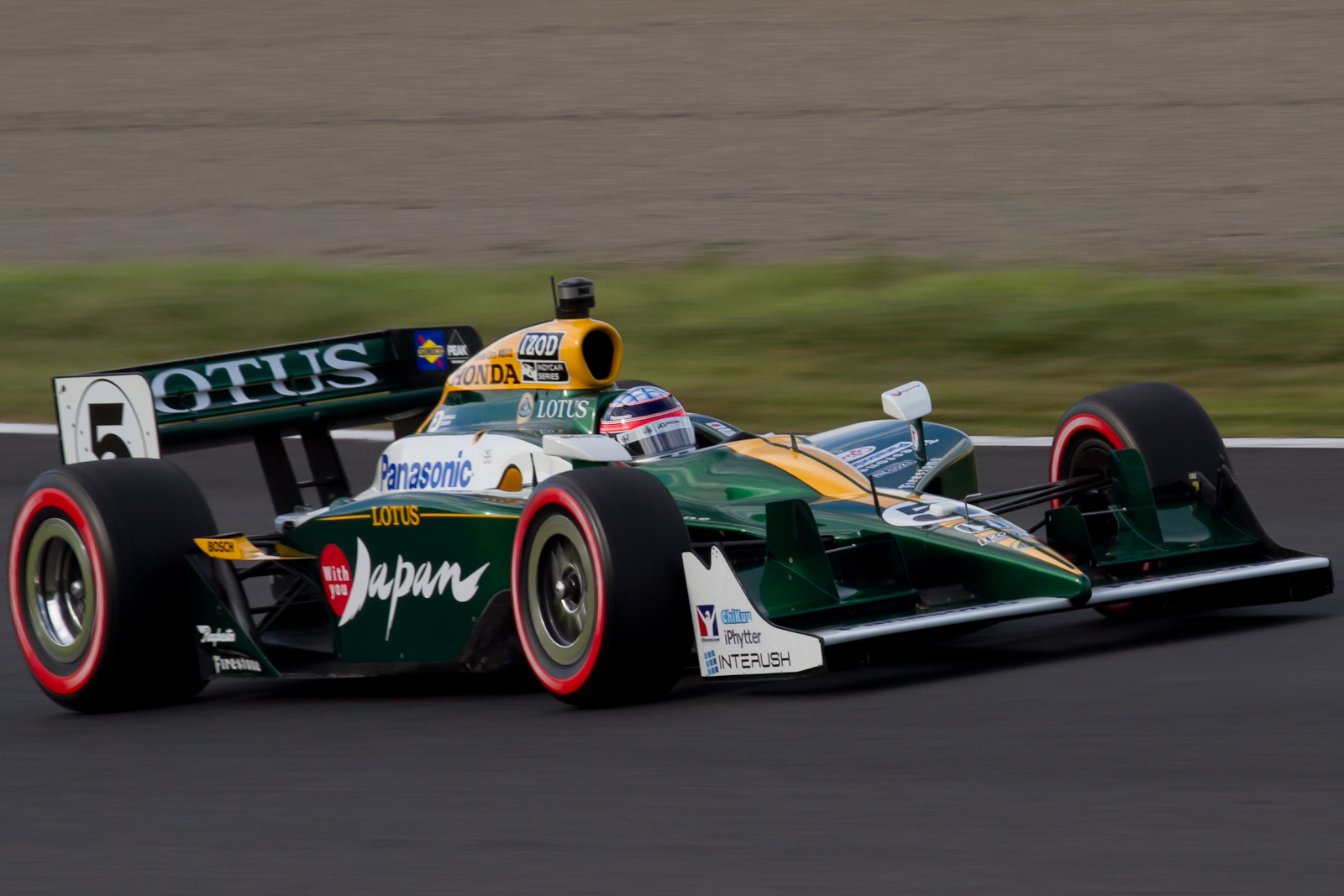
Takuma Satō à l'Indy Japan 300 en 2011

En 2010, après avoir cherché sans succès un volant en championnat du monde de Formule 1, Satō s'engage dans le championnat américain d'IndyCar Series au sein de l'écurie KV Racing Technology. Sa saison est moyenne puisqu'il ne termine que six courses sur dix-huit. Sur le circuit urbain de Sao Paulo où il s'est qualifié en dixième position, il rate un freinage lors du départ et crée un gros crash dans le peloton. À Saint Petersbourg, il s'encastre dans le mur alors qu'il était dans les dix premiers. À Barber Motorsports il se qualifie en sixième place mais son moteur le trahit en course (il sera réparé mais Satō, à la dixième place à deux tours de l'arrivée, s'accroche avec Danica Patrick et repartira avec plusieurs tours de retard). Au Kansas Speedway, pour sa première course sur circuit ovale, Satō atteint la sixième place en fin de course mais, lors du dernier restart, s'accroche avec son compatriote Hideki Mutoh. Sur l'Iowa Speedway, il se crashe alors qu'il était en troisième position. Sur le circuit routier de Mid-Ohio, il se qualifie en troisième position mais abandonne en course lors d'une tentative de dépassement. À Sonoma, il effectue une course sage et finit en dix-huitième position.
Satō réussit à faire une course solide à Edmonton où il finit neuvième et à Motegi au Japon où il termine douzième. Il n'inscrit que très peu de points pour pointer au vingt-et-unième rang du championnat.
Malgré cette saison décevante en termes de résultats pour un ancien pilote de Formule 1, Jimmy Vasser accorde une nouvelle fois sa confiance au pilote nippon. Bien décidé à montrer qu'il mérite sa place, Satō réussit une saison bien plus correcte que la précédente. Dès la première manche il signe la cinquième place à Saint-Pétersbourg. Il crée la surprise à Sao Paulo où il profite de conditions météorologiques chaotiques pour mener une grande partie de la course et passe la ligne d'arrivée à la septième position à cause d'une erreur stratégique. Le Japonais signe même deux pole positions à l'Iowa et à Edmonton, devenant ainsi le premier Japonais à décrocher une pole dans le championnat. À l'Iowa, il perd le contrôle de sa voiture alors qu'il est quatrième et à Edmonton il se fait harponner par Ryan Hunter-Reay alors qu'il se trouvait en seconde position. Satō ne connaît que deux abandons en 2011, et signe sept top 10 et trois top 5 (à Saint-Pétersbourg, au Texas Motor Speedway, et à Mid-ohio). Il a mené 61 tours et finit treizième du classement général.

#### Rahal Letterman Lanigan Racing
KV Racing Technology souhaite le conserver pour la saison 2012 mais le passage au moteur Chevrolet est problématique vis-à-vis de Honda, la carrière de Satō étant totalement liée au constructeur japonais puisqu'il n'a jamais conduit une voiture motorisée par une autre marque en compétition. Le Japonais signe alors un contrat d'une saison avec le Rahal Letterman Lanigan Racing qui fait son retour dans la série pour la saison 2012.
Pendant les négociations le Japonais effectue des tests pour l'équipe au volant de la nouvelle monoplace du championnat, la DW12, baptisée ainsi en l'honneur de Dan Wheldon. Les ingénieurs se disent très satisfait de son retour technique et les tractations sont rapidement réglées. Bobby Rahal déclare qu'il veut que son équipe gagne une, voire plusieurs courses dès cette saison, ce qu'il pense pouvoir faire avec Satō.
Takuma Satō réalise la meilleure saison dans la discipline à ce moment-là en obtenant son premier podium à Sao Paulo. Cependant, tout comme en 2010, il n'est pas épargné par les abandons ou la malchance : à Long Beach il tient la troisième place avant qu'un accrochage dans le dernier tour ne ruine ses espoirs de podium et, aux 500 miles d'Indianapolis, il se montre très performant durant toute la course et joue la victoire mais sort de la piste dans le dernier tour alors qu'il essayait de prendre la tête face à Dario Franchitti. Après l'échec de l'Indy 500, il connaît une série de trois abandons consécutifs alors qu'il était bien placé pour jouer le top 5. Il retrouve le drapeau à damier en terminant douzième sur l'ovale de Iowa puis neuvième à Toronto. À Edmonton, il décroche le second podium de sa carrière, puis, à Mid-Ohio, termine treizième. Il connaît ensuite deux abandons consécutifs à Sonoma et Baltimore. Enfin, pour la dernière course de la saison, sur l'ovale de Fontana, il bataille dans les derniers tours pour la quatrième place avec Ryan Hunter-Reay et sort de la piste dans le dernier tour : il franchit néanmoins la ligne d'arrivée à la septième place et termine le championnat quatorzième avec 281 points.

#### A.J. Foyt Enterprises
Pour la saison 2013, Takuma Satō rejoint AJ Foyt Enterprises et, après un début de saison discret, où il ne termine que huitième à St Petersburg puis quatorzième en Alabama, il remporte sa première victoire en Indycar Series et devient le premier pilote japonais à remporter une course dans la discipline américaine lors de la troisième manche de la saison, à Long Beach. Il termine ensuite deuxième à Sao Paulo où il s'incline dans le dernier virage face à James Hinchcliffe. À l'Indy 500, Takuma Satō termine treizième, malgré un tête à queue en pleine course. La course suivante à Detroit est difficile : il ne termine que dix-neuvième lors de la première manche et abandonne lors de la deuxième épreuve. Ensuite, il termine onzième au Texas puis retrouve le top 10 en finissant septième à Milwaukee. Malheureusement, Takuma Satō connait par la suite une série noire de quatre abandons consécutifs, qui le font chuter au classement général. Il retrouve le chemin des points en finissant vingt-deuxième à Mid-Ohio mais connait de nouveau quatre abandons consécutifs, à Sonoma, Baltimore et aux deux manches à Houston, où il s'accroche violemment avec Dario Franchitti. Il réalise néanmoins la pole position lors de la première manche à Houston. Enfin, pour la dernière course de la saison, à Fontana, il abandonne de nouveau et termine le championnat dix-septième avec 322 points.

#### Andretti Autosport
En 2017, il rejoint le Team Andretti Autosport.
Il remporte les 500 miles d'Indianapolis en 2017, dans une voiture du Team Andretti Autosport, à moteur Honda. Il est le premier pilote japonais et le premier pilote asiatique à remporter les 500 miles d'Indianapolis.

### Formule E
En 2014, Takuma Satō signe chez Amlin Aguri pour la Formule E, le championnat de monoplaces électriques. Il ne dispute que la manche inaugurale au cours de laquelle il abandonne sur le circuit de Pékin, mais marque tout de même deux points après avoir réalisé le record du tour.

## Résultats en championnat du monde de Formule 1
| Saison | Écurie                     | Châssis   | Moteur    | Pneus       | GP disputés | Points inscrits | Classement |
| ------ | -------------------------- | --------- | --------- | ----------- | ----------- | --------------- | ---------- |
| 2002   | DHL Jordan Honda           | EJ12      | Honda V10 | Bridgestone | 17          | 2               | 15e        |
| 2003   | Lucky Strike BAR Honda     | 005       | Honda V10 | Bridgestone | 1           | 3               | 18e        |
| 2004   | Lucky Strike BAR Honda     | 006       | Honda V10 | Michelin    | 18          | 34              | 8e         |
| 2005   | Lucky Strike BAR Honda     | 007       | Honda V10 | Michelin    | 16          | 1               | 23e        |
| 2006   | Super Aguri Formula 1 Team | SA05 SA06 | Honda V8  | Bridgestone | 18          | 0               | 23e        |
| 2007   | Super Aguri Formula 1 Team | SA07      | Honda V8  | Bridgestone | 17          | 4               | 15e        |
| 2008   | Super Aguri Formula 1 Team | SA08A     | Honda V8  | Bridgestone | 4           | 0               | 21e        |

## Résultats en Indycar Series
| Saison | Écurie                         | GP disputés | Pole | Victoires | Podiums | Meilleur tour | Points inscrits | Classement |
| ------ | ------------------------------ | ----------- | ---- | --------- | ------- | ------------- | --------------- | ---------- |
| 2010   | KV Racing Technology           | 17          | 0    | 0         | 0       | 0             | 214             | 21e        |
| 2011   | KV Racing Technology– Lotus    | 17          | 2    | 0         | 0       | 0             | 282             | 13e        |
| 2012   | Rahal Letterman Lanigan Racing | 15          | 0    | 0         | 2       | 0             | 281             | 14e        |
| 2013   | A. J. Foyt Enterprises         | 19          | 1    | 1         | 2       | 4             | 322             | 17e        |
| 2014   | A. J. Foyt Enterprises         | 18          | 1    | 0         | 0       | 0             | 361             | 18e        |
| 2015   | A. J. Foyt Enterprises         | 16          | 0    | 0         | 1       | 0             | 323             | 14e        |
| 2016   | A. J. Foyt Enterprises         | 17          | 0    | 0         | 0       | 0             | 320             | 17e        |
| 2017   | Andretti Autosport             | 17          | 1    | 1         | 1       | 0             | 441             | 8e         |
| 2018   | Rahal Letterman Lanigan Racing | 17          | 0    | 1         | 2       | 0             | 351             | 12e        |
| 2019   | Rahal Letterman Lanigan Racing | 17          | 2    | 2         | 4       | 1             | 415             | 9e         |

## Résultats aux500 milesd'Indianapolis
| Années | Équipes                        | Châssis | Moteur | Position de départ | Classement à l'arrivée |
| ------ | ------------------------------ | ------- | ------ | ------------------ | ---------------------- |
| 2010   | KV Racing Technology           | Dallara | Honda  | 31e                | 20e                    |
| 2011   | KV Racing Technology– Lotus    | Dallara | Honda  | 10e                | 33e                    |
| 2012   | Rahal Letterman Lanigan Racing | Dallara | Honda  | 19e                | 17e                    |
| 2013   | A. J. Foyt Enterprises         | Dallara | Honda  | 18e                | 13e                    |
| 2014   | A. J. Foyt Enterprises         | Dallara | Honda  | 23e                | 19e                    |
| 2015   | A. J. Foyt Enterprises         | Dallara | Honda  | 24e                | 13e                    |
| 2016   | A. J. Foyt Enterprises         | Dallara | Honda  | 12e                | 26e                    |
| 2017   | Andretti Autosport             | Dallara | Honda  | 4e                 | Vainqueur              |
| 2018   | Rahal Letterman Lanigan Racing | Dallara | Honda  | 16e                | 32e                    |
| 2019   | Rahal Letterman Lanigan Racing | Dallara | Honda  | 14e                | 3e                     |
| 2020   | Rahal Letterman Lanigan Racing | Dallara | Honda  | 3e                 | Vainqueur              |
| 2021   | Rahal Letterman Lanigan Racing | Dallara | Honda  | 15e                | 14e                    |
| 2022   | Dale Coyne Racing              | Dallara | Honda  | 10e                | 25e                    |
| 2023   | Chip Ganassi Racing            | Dallara | Honda  | 8e                 | 7e                     |
| 2024   | Rahal Letterman Lanigan Racing | Dallara | Honda  | 10e                | 14e                    |

## Résultats en Championnat de Formule E FIA
| Saison    | Écurie      | Châssis               | Groupe motopropulseur | Pneus    | ePrix disputés | Pole positions | Victoires | Podiums | Meilleurs tours | Points inscrits | Classement |
| --------- | ----------- | --------------------- | --------------------- | -------- | -------------- | -------------- | --------- | ------- | --------------- | --------------- | ---------- |
| 2014-2015 | Amlin Aguri | Spark-Renault SRT 01E | SRT01-e               | Michelin | 1              | 0              | 0         | 0       | 1               | 2               | 24e        |